# Joan Guarro Robusté
Joan Guarro i Robusté (Montblanc, 22 Març 1858 - Montblanc 19 de juny de 1942) va ser un farmacèutic català creador de diversos medicaments el més rellevant dels quals fou la Camelina Guarro, una preparació molt popular a finals de segle xix i començaments del XX per al tractament i prevenció de la caiguda del cabell.

## Biografia
Malgrat estar instal·lat a Barcelona des dels divuit anys, mai oblidà la seva vila nadiua on sovint s'hi desplaçava per a estiuejar amb els fills. Es curiós llegir les cròniques socials d’aquells anys on petits escrits a la premsa notificaven de l’arribada de montblanquins per a passar-hi alguns dies de descans i allunyar-se del tràfec que suposava viure a Barcelona. A les pàgines de La Vanguardia d’aquells anys s'hi poden llegir algunes d’aquestes curiositats. A més a més va mantenir un contacte força viu amb Montblanc per motius que anaven molt més enllà dels afectius, així, el 1893, formà part de la comissió que promogué una campanya d’ajuda a les víctimes dels incidents que succeïren a Montblanc quan s'intentà suprimir el jutjat de primera instància . La mort dels seus éssers més estimats el marcà profundament. Si ja la seva jove esposa el deixà quan tot just començaven el camí junts, els seus fills moriren quan encara eren joves amb projectes i il·lusions. Així doncs, el Salvador, candidat a Diputat a Corts durant les eleccions del 1936 i destacat dirigent del partit monàrquic Renovación Española, fou executat en una data indefinida durant aquell mateix tràgic estiu. Per aquest motiu i tement ser víctima de l’orgia d’odi i caos que s'ensenyorí del país durant aquells mesos de 1936, fugí juntament amb el seu fill Joan i la família d’aquest, cap a un petit poble de la Segarra. Arribaven a Sanaüja l’any trenta-sis i hi romangueren durant tota la Guerra Civil. Un altre dels seus fills, l’Enric, cursà els estudis de Dret i marxà de casa, possiblement rumb a Itàlia i mai més se’n va saber res d'ell. La seva filla Dionísia morí el dia 9 de gener del 1936 d’unes febres, quan només tenia quaranta-sis anys. El darrer en deixar-lo fou el Joan, que es casaria amb la que durant molts anys fou la llevadora i infermera de Montblanc, Paquita Saladié, i morí d’un vessament cerebral a l'edat de cinquanta anys a Cubells el dia 26 de Febrer del 1942 on exercia la seva professió de metge de capçalera. Era un gèlid febrer, tres anys després de l’acabament de la Guerra Civil. Algunes de les cartes que el Dr Guarro Robusté envià a la seva jove denoten el pessimisme fruit de la pèrdua de tots els seus fills de forma prematura. La seva última oficina de farmàcia estava situada al número 338 del carrer de Sardenya de Barcelona. Era cap a mitjans de la dècada dels trenta i amb setanta i escaig anys encara despatxava darrera el taulell, possiblement entreveient el final de la seva llarga carrera com a farmacèutic. Abans d’aquest establiment en va regentar un altre, possiblement de forma simultània al Carrer de les Corts, número 600 (als voltants del 1914). Finalment, quan es jubilà es va traslladar a Montblanc amb la seva germana Lluïsa on visqueren en la casa familiar del carrer Miquel Alfonso i que estava adossada al convent Sant Francesc i on avui en dia, després de ser enderrocada, hi ha un petit parterre ajardinat que abelleix els murs del convent franciscà. Els darrers anys de la seva vida els dedicava a fer llargues passejades per la carretera de Valls fins al Pont de la Fusta o la de Vilaverd amb el seu net Joan Maria. I, fou precisament en un dels passejos per la carretera de Vilaverd quan morí, el 19 de Juny del 1942, a l'edat de vuitanta-quatre anys en ésser atropellat per un automòbil.

## Perfil professional
Ramon Jordi i González a la seva obra "Colectánea de "speciers", mancebos boticarios, boticarios, farmacéuticos practicantes de farmacia y farmacéuticos en Cataluña", Joan Guarro Robusté consta en el registre de farmacèutics del Col·legi de Farmacèutics de Barcelona amb el núm 204. El 29 de setembre de 1888, constava com a farmacèutic de Sant Genís de Vilassar i amb anterioritat, el 1883 estava a Barcelona, i anys després de 1893-1899 torna a constar com a farmacèutic de Barcelona al carrer de Sant Pere més Alt núm. 50. També tenia una oficina de farmàcia a l'Hospitalet de LLobregat, concretament al número 7 del carrer d'Occident segons consta en l'expedient per a la concessió de llicència per a instal·lar un electromotor . A partir del 1890 i ja instal·lat definitivament a Barcelona començà la seva tasca professional en una oficina de farmàcia al Carrer de Sant Pere més Alt, número 50  El primer específic del que es té constància i que ja sortia anunciat a La Vanguardia l’any 1893, fou el Vino Guarro Iodo-Tánico Fosfatado, utilitzat per al tractament de la bronquitis crònica, escrofulisme i la tuberculosi. Llegint algunes de les seves cartes s'entreveu que tenia veritable passió per la cultura i la ciència, valors que inculcà als fills, els quals seguiren el seu exemple i cursaren estudis de Medicina (Joan) i Dret (Salvador i Enric). La seva filla Dionísia fou funcionària del Departament de Cultura a l’Ajuntament de Barcelona. Va enviduar el 25 de març del 1900 quan la seva esposa tenia només 35 anys. A partir d’aleshores, la seva germana Lluïsa Guarro Robusté, fou la que portà el pes de l'educació dels seus nebots mentre que el jove farmacèutic passava la major part del seu temps entre alambins, provetes i compostos químics investigant nous fàrmacs.
De la seva àmplia producció, a part de la Camelina Guarro i el Vino Guarro, cal destacar medecines que també adquiriren una certa popularitat a Catalunya. Així fou l’autor dels Polvos Laxativos Guarro, l’Elixir de la Sierra, els Polvos Antigastrálgicos i el Jarabe Guarro. Tots ells eren emprats per a patologies molt variades, moltes de les quals avui en dia ens semblen irrisòries després dels espectaculars avenços que ha fet la medicina. Però n’hi havia algunes com per exemple el Jarabe Guarro, que a base de codeïna, avui en dia seguiria tenint validesa coma antitussígen. D’altres, com l’Elixir de la Sierra, era utilitzat com a colutori per a rentar-se les dents després dels àpats per a, cito textualment, «hermosear la dentadura i evitar la càries»
La distribució dels productes per Barcelona i Catalunya la feia un familiar seu, en Salvador Banús Moragas, amb seu al carrer Jaume I número 18 . Aquest era cosí germà de la seva esposa i provenia d’una família de comerciants de Sant Genís de Vilassar (actualment Vilassar de Dalt).
Freqüentà nombroses acadèmies científiques i cercles universitaris de la Barcelona de final del segle xix i primer quart del XX on hi esdevingué un conferenciant assidu, aportant sempre les darreres innovacions en el món de la indústria farmacèutica, sempre des de múltiples i variades vessants. També publicà abundants articles científics a la principal revista de la comunitat médico-farmacèutica espanyola d’aleshores, «El Criterio Católico en las Ciencias Médicas». Tenim constànciadels següents articles: La naranja, 1898; Adulteraciones, 1902; Los aceites esenciales, 1903; Los bosque, 1905; Breves noticias acerca de la obtención industrial de la esencia de rosas. 1905; La Farmacopea Española, 1906; Trabajo inédito del farmacéutico Doctor Batlle rebatiendo la posibilidad de las generaciones espontaneas, 1906; Productos aromáticos del naranjo. 1907.
Però de totes les seves publicacions en l'esmentada revista, n’hi tres que són especialment interessants ja que ens hi descriu el concepte que té de la seva professió i dels seus col·legues barcelonins. Són les «Cartes a un amic» on, mitjançant tres textos independents publicats l’any 1899, fa una dura crítica a la deriva que el gremi al que pertany ha agafat durant els darrers anys en les grans ciutats, contraposant-la amb la forma que encara s'exercia a l'àmbit rural.

## Cartes a un amic
Són tres cartes dirigides a un farmacèutic imaginari (possiblement ell mateix de jove) que foren publicades l’any 1899 al número 13, any II de la revista mensual «El Criterio Católico en las Ciencias Médicas».
Constitueixen un document molt valuós per a comprendre el funcionament i fins i tot la història de la farmacologia catalana de finals del segle xix i que com a la majoria d'àmbits econòmics i culturals de l'època es veia inmersa en un accentuat pessimisme per la pèrdua de les darreres colònies espanyoles. Estàn escrites en primera persona, amb un llenguatge punyent i dirigides a un tal Càndido Formal, nom amb clares reminiscències d'una persona il.lusa, càndida i encara no bregada en les agrors de la vida en general i de la farmacologia en particular. Les transcripcions d'aquestes cartes es troben a l'article que sobre la Camelina Guarro es va publicar a la revista Podall l'any 2014. Són una dura crítica on es lamenta de la creixent divisió i individualització dels farmacèutics de la Barcelona de final de segle xix i el marcat mercantilisme que hi predomina comparat amb el concepte que ell en tenia quan exercia en aquell llogarret de la costa on a més a més del servei que es podia fer als pacients, els sòlids coneixements químics podien ser utilitzats per al bé comú mitjançant la millora de les tècniques en l’agricultura. Encara que no existeixi cap document que ho demostri, s'intueix que aquest text no és més que el lament d’un farmacèutic ja amb experiència quan s'adona que la seva professió no és aquella que havia somiat de jove, quan tot just sortia de la Universitat per anar a parar a un poblet del Maresme per a exercir la seva passió i on també coneixeria la que seria la seva esposa. També es desprèn de la seva publicació epistolar el seguiment d’una estricta metodologia científica per a la elaboració dels seus productes farmacèutics. Aquest criteri fou el que, a part d’una intel·ligent estratègia de màrqueting, a la llarga li atorgà la reconeguda reputació a la seva farmàcia del carrer de Sant Pere més Alt i als productes que distribuïa. El doctor Guarro Robusté era també conscient de com evolucionaria la farmacologia, amb una progressiva desaparició dels específics i un control cada vegada major del sector per part d’una incipient indústria farmacèutica que a la llarga donaria lloc a les potents corporacions multinacionals que coneixem en l’actualitat.